# Yūya Asato
Yūya Asato (安里 勇哉 Asato Yūya?,  Prefectura de Okinawa, Japón, 4 de diciembre de 1987) es un actor y tarento japonés, afiliado a Ruby Parade. Asato también es miembro de la unidad actoral Tokyo Ryūsei-gun.

## Biografía
Asato nació el 4 de diciembre de 1987 en la prefectura de Okinawa, Japón. Tras graduarse de la escuela secundaria se trasladó a Tokio, y en enero de 2011 se unió a la agencia Ruby Parade. En marzo de 2012, se convirtió en uno de los miembros de la unidad actoral Tokyo Ryūsei-gun, en la cual forma parte junto a Teru Uesugi, Kazuma Aoki y Yūta Kida.

## Filmografía

### Teatro
- Dear Boys (2011) como Naoya Tamaki
- in the blue (2011, Space107) como Shuen, Moriike
- Angel Eyes Massuguni Susume (2011, Theater Green) como Word
- Gomi Suitchi: Watashi to Sekai o Tsunaida Hitotsu no Baggu no Nonogatari (2012) como Seiji
- Schwatch!: Mezasu wa taitsu no ōji-sama (2012, Red Theater) como Seiji Ishida
- abc ★ Akasaka Boys Cabaret 3-kai-hyō!: Jibun ni katsu o irete katsu! (2012, TBS Akasaka ACT Theater) como Mamoru Yona
- Base Beaux Hamlet! (2012, JP Tower Hall) como Hamlet
- Kaerizaki Living Dead (2013, Ebisu Echo Theater)
- Sasurai 7 (2013, The Pocket)
- Naitetamaruka! ! Inochi no shirushi (2014, The Pocket)
- Pride (2014, Air studio)
- High Risk HighSchool: Semi no mesu wa nakanai ze… natsu (2015, Kichijoji Theatre) como Mamoru Takahashi
- Diabolik Lovers (2015, Rikkōkai) como Shuu Sakamaki
- Yowamushi Pedal Irregular: 2tsu no chōjō (2015, NTK Hall) como Kanzaki
- Kamisama Hajimemashita (2016, AiiA Theater Tokyo)
- 4 Kyasuto futari shibai ~Reverse ☆ Boy~ (2016, Honda Geki)
- Kuroko no Basket: The Encounter (2016, Sunshine Theatre) como Taiga Kagami
- Gekijōban Meiji Tokyo Renka: Yumihari no Serenade (2016, Teatro Hakuhinkan) como Charlie
- Namida-bashi Ding Band (2016, Teatro Hakuhinkan) como Taku Yūki
- Diabolik Lovers 〜re:requiem〜 (2016, Club eX) como Shuu Sakamaki
- Osomatsu-san on Stage ~Six Men Show's Time~ (2016, Umeda Arts Theater) como Ichimatsu
- Hakkenden: Tōhō Hakken Ibun (2016, Space Zero) como Keno Inusaka
- Otome Yōkai Zakuro (2017, Space Zero) como Sawa
- Messiah ~Akino koku~ (2017, Sunshine Theatre) como Dr. Ten
- Bokura ga hijō no Taiga o Kudaru toki -Shinjuku bara sensō- (2017, Honda Theatre) como Ani
- Kuroko no Basket: Over Drive (2017, AiiA2.5Theater Tokyo) como Taiga Kagami
- Ōshitsu Kyōshi Haine (2017, Zepp Blue Theater Roppongi) como Kai von Glanzreich
- Namida-bashi Ding Band 2: Kizu-darake no yūhi (2017, Teatro Hakuhinkan) como Taku Yūki
- Osomatsu-san on Stage ~Six Men Show's Time 2~ (2018, Teatro Hakuhinkan) como Ichimatsu
- Kuroko no Basket: Ignite Zone (2018) como Taiga Kagami

### Películas
- Vampire Stories (2011)
- Hikinzoku no Yoru (2013)
- Hot Road (2014)
- Messiah Gaiden: Polar Night (2017) como Dr. Ten
- Gifted: Furimun to Chichi Uri Onna (2017)

### Televisión
- Yowamushi Pedal (2017, TBS) como Toji Kanzaki[5]

### Anime
- Ōshitsu Kyōshi Haine (2017) como Kai von Glanzreich[6]
- Mahō Shōjo Saito (2018) como Keisuke Naito[7]